# السيلي (الرضمة)

تعديل مصدري - تعديل

السيلي محلة تابعة لقرية بيت حميد، التابعة لعزلة يحير بمديرية الرضمة إحدى مديريات محافظة إب في الجمهورية اليمنية.، بلغ تعداد سكانها 75 حسب تعداد اليمن لعام 2004.